# César Olmedo
César Ramón Olmedo Alcaraz (Itauguá, 28 febbraio 2003) è un calciatore paraguaiano, difensore dell'Olimpia.

## Caratteristiche tecniche
È un terzino destro.

## Carriera

### Club
Olmedo è cresciuto nel settore giovanile del Olimpia, con cui ha debuttato il 21 ottobre 2023 nell'incontro di División Profesional pareggiato 2-2 contro lo Sportivo Trinidense.

### Nazionale
Nel gennaio del 2023, è stato incluso nella lista dei convocati della nazionale Under-20 paraguaiana per il Campionato sudamericano di calcio Under-20 2023 organizzato in Colombia.

## Statistiche
Statistiche aggiornate al 3 gennaio 2025.

### Presenze e reti nei club
| Stagione        | Squadra         | Campionato      | Campionato | Campionato | Coppe nazionali | Coppe nazionali | Coppe nazionali | Coppe continentali | Coppe continentali | Coppe continentali | Altre coppe | Altre coppe | Altre coppe | Totale | Totale | Totale |
| Stagione        | Squadra         | Comp            | Pres       | Reti       | Comp            | Pres            | Reti            | Comp               | Pres               | Reti               | Comp        | Pres        | Reti        | Pres   | Reti   |        |
| --------------- | --------------- | --------------- | ---------- | ---------- | --------------- | --------------- | --------------- | ------------------ | ------------------ | ------------------ | ----------- | ----------- | ----------- | ------ | ------ | ------ |
| 2023            | Olimpia         | PD              | 5          | 0          | CP              | 0               | 0               | CL                 | 0                  | 0                  |             | -           | -           | 5      | 0      |        |
| 2024            | Olimpia         | PD              | 26         | 0          | CP              | 1               | 0               | CS                 | 0                  | 0                  |             | -           | -           | 27     | 0      |        |
| Totale carriera | Totale carriera | Totale carriera | 31         | 0          |                 | 1               | 0               |                    | 0                  | 0                  |             | -           | -           | 32     | 0      |        |